# James Anderson Slater
James Anderson Slater (ur. 27 listopada 1896 w Worthing, zm. 26 listopada 1925 w Upavon) – brytyjski as myśliwski okresu I wojny światowej. Odniósł 24 zwycięstwa powietrzne. Zginął w wypadku lotniczym.
James Anderson Slater służył w Royal Sussex Regiment w 1914 roku jako szeregowiec. Został promowany na stopień oficerski w 1915 roku w Royal Ulster Rifles.  W tym samym roku został przeniesiony do Royal Flying Corps jako obserwator. W okresie od listopada 1915 do marca 1916 służył w No. 18 Squadron RAF. Po ukończeniu kursu pilotażu w sierpniu 1916 roku Slater został przydzielony do No. 1 Squadron RAF. W jednostce służył do maja 1917 roku odnosząc dwa zwycięstwa powietrzne. Pierwsze 15 lutego 1917 roku nad samolotem Albatros D.II w okolicach Warneton, a drugie nad Albatros D.III 17 marca w okolicach Courtrai-Menin.
Po promocji na stopień kapitana, od jesieni 1917 roku został przydzielony do No. 64 Squadron RAF jako jedne z trzech dowódców eskadr. Razem z jednostką został przeniesiony do Francji w październiku 1917 roku. 30 listopada 1917 roku odniósł pierwsze z 22 zwycięstw jakie odniósł w jednostce. Do końca maja 1918 roku  służył w 64 dywizjonie. W lipcu został przeniesiony do obrony krajowej i powrócił do Wielkiej Brytanii, gdzie służył jako instruktor.
Po zakończeniu działań wojennych Slater pozostał w RAF. Służył jako instruktor na terenie Wielkiej Brytanii oraz na Bliskim Wschodzie. Po powrocie z Bliskiego Wschodu był instruktorem w Central Flying School w RAF Upavon. Zginął w wypadku lotniczym w 26 listopada 1925.